# Rezerwat przyrody Grabica
Rezerwat przyrody Grabica – torfowiskowy rezerwat przyrody w miejscowości Grabica w gminie Sędziejowice, w powiecie łaskim, w województwie łódzkim. Leży w granicach Parku Krajobrazowego Międzyrzecza Warty i Widawki.
Zajmuje powierzchnię 8,51 ha (akt powołujący podawał 8,26 ha). Został powołany Rozporządzeniem Wojewody Łódzkiego nr 26/2000 z 31 lipca 2000 roku. Celem ochrony w rezerwacie jest zachowanie śródleśnego kompleksu torfowisk przejściowych i niskich oraz eutroficznych bagien z udziałem licznych gatunków roślin chronionych i rzadkich.
Według obowiązującego planu ochrony ustanowionego w 2013 roku, obszar rezerwatu objęty jest ochroną czynną.